# Семеніхіна (присілок)
Семеніхіна (рос. Семенихина) — присілок в Октябрському районі Курської області Російської Федерації.
Населення становить 132 особи. Входить до складу муніципального утворення Катиринська сільрада.

## Історія
Населений пункт розташований на території українського етнічного та культурного краю Східна Слобожанщина.
Від 2004 року входить до складу муніципального утворення Катиринська сільрада.

## Населення
| 2002 | 2010 |
| ---- | ---- |
| 136  | ↘132 |